# Luis Sanojo
Luis Sanojo (Calabozo, Venezuela, 18 de noviembre de 1819 - Caracas, Venezuela, 27 de enero de 1878) fue un abogado y político venezolano. Juez de Ocumare del Tuy en 1848, y como tal sentenció a la pena de muerte a figuras como Antonio Leocadio Guzmán y Ezequiel Zamora.

## Vida
Fue hijo de Candelario Sanojo y de Juana García. Se graduó de bachiller en filosofía en el Seminario de Caracas en 1838. Seguidamente cursa la carrera de derecho en la Universidad Central de Venezuela (UCV) donde se gradúa en derecho civil en el año de 1841. Dictó clases de jurisprudencia en el colegio El Salvador del Mundo. Junto a Eloy Escobar, fundan la imprenta que publicaría el bisemanario El Foro entre los años de 1856 y 1865.
En 1857, publica Comentarios al Código de Procedimiento Judicial de Venezuela, obra que sería considerada como uno de los primeros análisis sobre ciencia jurídica en Venezuela. En julio de 1858 fue diputado en la Convención de Valencia. A finales de ese mismo año es nombrado como secretario del Interior y Justicia, y luego como secretario de Relaciones Exteriores. Sanojo es el firmante del Tratado de Demarcación de Límites con Brasil y también con los Estados Unidos en el que establece la soberanía de Venezuela sobre la isla de Aves.

## Últimos años
Es uno de los encargados en establecer los antecedentes y participar en la promulgación de la primera Ley de Bancos del país en el año de 1860. En 1862 publica Código de comercio explicado y comentado. Ese mismo año edita y dirige la Revista Mercantil y formó parte de la junta encargada de redactar el nuevo Código Civil de Venezuela y el Código de Procedimiento Civil que fueron promulgados en 1873. Publica Instituciones de Derecho Civil Venezolano, obra de cuatro tomos. Sus restos se hallan en el Panteón Nacional de Venezuela desde el 22 de junio de 1978.